# Caturama
Caturama är en kommun i Brasilien.   Den ligger i delstaten Bahia, i den östra delen av landet, 700 km öster om huvudstaden Brasília. Antalet invånare är 8 847.
Omgivningarna runt Caturama är huvudsakligen savann. Runt Caturama är det glesbefolkat, med 12 invånare per kvadratkilometer.